# Автошлях Р 27
Автошля́х Р 27 — автомобільний шлях регіонального значення на території України. Проходить територією АР Крим через Севастополь — Інкерман. Загальна довжина — 36 км. Фактично цей автошлях є виїздом із центра Севастополя по кільцевій дорозі (президентський шлях) до його північного краю.

## Маршрут
Автошлях проходить через такі населені пункти:
| Автошлях Р 27             |           |
| Автономна Республіка Крим |           |
| Севастополь               | Н06Н19Р58 |
| Інкерман                  | Н06       |

## Загальна довжина
Севастополь — Інкерман — 38,5 км.